# L'ange revient
 (février 2023).
Si vous disposez d'ouvrages ou d'articles de référence ou si vous connaissez des sites web de qualité traitant du thème abordé ici, merci de compléter l'article en donnant les références utiles à sa vérifiabilité et en les liant à la section « Notes et références ».
L'ange revient (Sister Kate) est une série télévisée américaine en 19 épisodes de 25 minutes, créée par Frank Dungan, Jeff Stein, and Tony Sheehan produite par 20th Century Fox Television, dont 18 épisodes ont été diffusés entre le 16 septembre 1989 et le 30 juillet 1990 sur le réseau NBC.
En France, la série a été diffusée à partir de juillet 1992 sur TF1.

## Synopsis
Cette série met en scène les mésaventures de Sœur Kate, une religieuse qui a décidé de prendre en mains le destin de jeunes orphelins.

## Distribution
- Stephanie Beacham : Sœur Katherine « Kate » Lambert
- Harley Cross : Eugene Colodner
- Hannah Cutrona : Frederika Marasco
- Jason Priestley : Todd Mahaffey
- Sami Reed : April Newberry
- Joel Robinson : Neville Williams
- Penina Segall : Hillary
- Alexaundria Simmons : Violet Johnson
- Gordon Jump (en) : Lucas Underwood

## Épisodes
1. Titre français inconnu (Pilot)
2. Titre français inconnu (Freddy's Bad Habit)
3. Titre français inconnu (Eugene's Secret)
4. Titre français inconnu (Freddy's Date)
5. Titre français inconnu (Eugene's Model)
6. Titre français inconnu (Neville's Hired Hand)
7. Titre français inconnu (Hilary's Date)
8. Titre français inconnu (Violet's Friend)
9. Titre français inconnu (Kate's Baby)
10. Titre français inconnu (Kate's Furnace)
11. Titre français inconnu (The Nun)
12. Titre français inconnu (April in Paris)
13. Titre français inconnu (Father Christmas)
14. Titre français inconnu (Eugene's Feat)
15. Titre français inconnu (Kandid Kate)
16. Titre français inconnu (Sweet Sixteen)
17. Titre français inconnu (Bingo)
18. Titre français inconnu (Todd's Cheap Date)
19. Titre français inconnu (Underwood Underfoot)